# SMS 엠덴

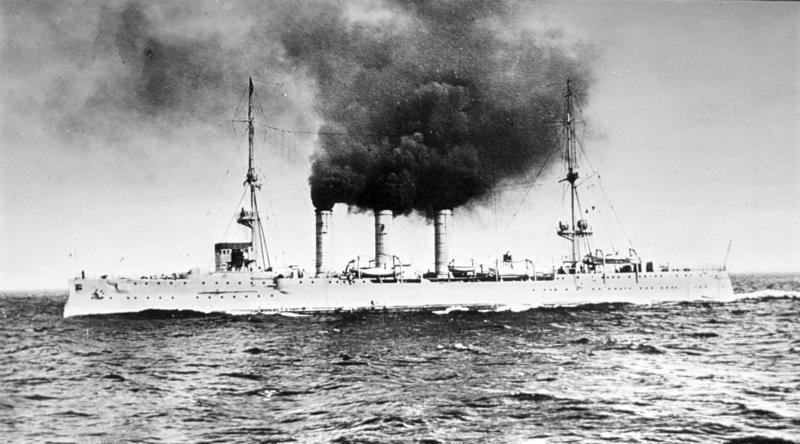
제1차 세계대전 당시 악명높았던 SMS 엠덴 순양함

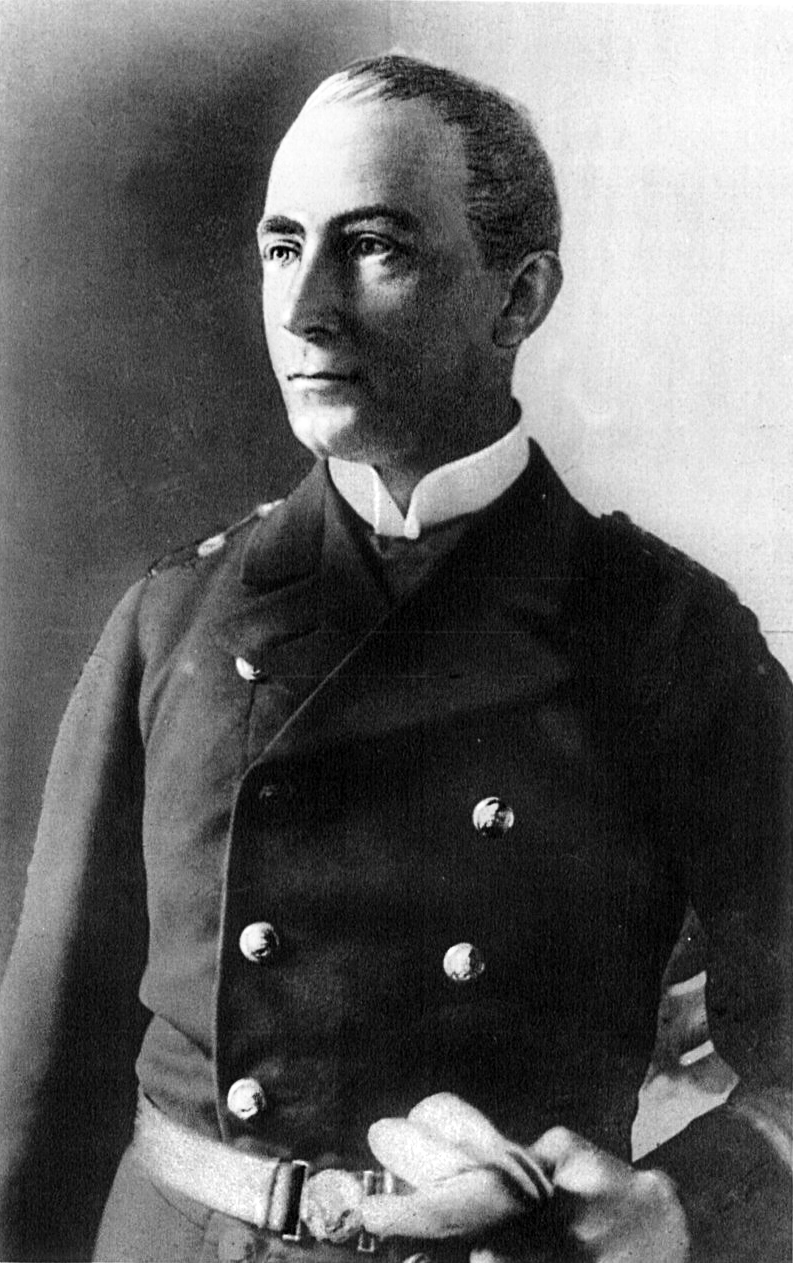
엠덴 순양함의 칼 폰 뮐러 함장

SMS 엠덴은 제1차 세계대전 당시 독일 제국해군의 드레스덴급 경순양함이다.

## 침몰

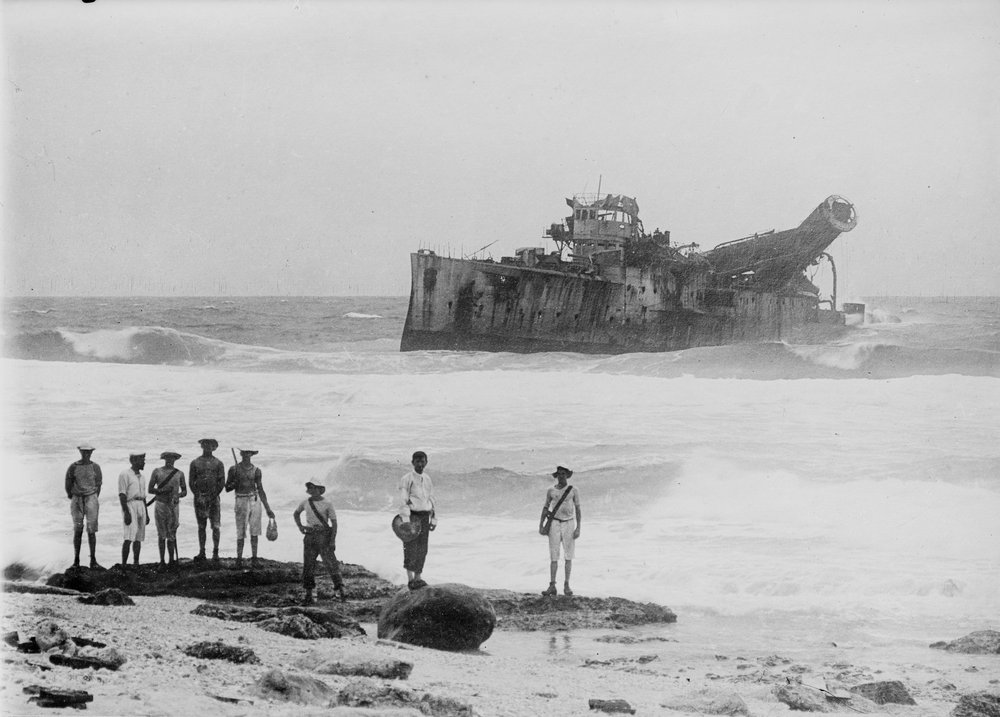
코코스 해전에서 격침된 엠덴 순양함

1914년 11월 9일 코코스 제도에서 코코스 해전이 있었다. 독일 제국해군 소속인 만재배수량 4천톤 엠덴 경순양함과 왕립 오스트레일리아 해군 소속인 만재배수량 6천톤 HMAS 시드니 경순양함(en:HMAS Sydney (1912))이 교전했다. 엠덴은 사거리 12.2km인 105mm 주포 10문이었는데 반해, 시드니는 사거리 16km인 152mm 주포 8문이었다. 엠덴 순양함이 격침되었다. 시드니함은 670발을 발포해 100발을 명중시켰다. 엠덴함의 승무원 376명 중에 133명이 사망했다. 칼 폰 뮐러 함장(41세)을 포함한 생존자들은 체포되지 않으려고 해안에 상륙했지만, 결국 모두 체포되어 시드니함에 구금되어 본토로 이송되었으며, 군사재판을 받고 포로로 군교도소에 수감되었다.

## 세계 역사상 7대 군함
2016년 4월 6일 미국 해군연구소(en:United States Naval Institute) 설문조사에서, 제1차 세계대전 당시 인도양을 마비시킨 독일 엠덴 순양함이 세계 역사상 7대 군함의 하나로 선정되었다.

## 제원
- 배수량: 표준 3,664 톤, 만재 4,268 톤
- 무장: 10문 X 10.5 cm 함포, 10문 X 기관포, 2문 X 45 cm 어뢰발사관
- 장갑: 측면 장갑(현측) 100 mm , 갑판 25 mm
- 최대속도: 25노트
- 항속거리 5,793km(3,600 마일, 시속 14노트 항해 시)
- 동형함: SMS 드레스덴, SMS 엠덴
- 운용: 1908년 ~ 1909년 취역. 제1차 세계대전에서 2척 모두 상실